# GMOインサイト
GMOインサイト株式会社（ジーエムオーインサイト、GMO insight Inc.）は、JWord（日本語キーワード）事業やテクノロジーライセンス事業を行うGMOインターネットグループの企業である。

## 沿革
- 2000年8月16日 インターパイロン、Inter China Network Software（当時）、伊藤忠商事の出資によって株式会社アクセスポートを設立。
- 2000年10月 インターネットを利用した名刺サービス「Let's Card」を開始。
- 2002年5月 エキサイトと提携し、JWordを開始。
- 2004年10月1日 グローバルメディアオンライン（現・GMOインターネット）が、アクセスポートの親会社である株式会社3721ソフトの株式を40%取得。
- 2004年12月5日 グローバルメディアオンラインが、3721ソフトを株式交換により完全子会社化。アクセスポートはグローバルメディアオンラインの子会社となる。
- 2004年12月21日 ヤフーが、アクセスポートの株式を33.4%取得、業務提携。
- 2005年4月1日 商号をJWord株式会社に変更。
- 2005年5月31日 Let's Cardを終了。
- 2013年3月 親会社のGMOインターネットが全保有株式をGMOアドパートナーズに譲渡。
- 2016年10月 商号をGMOインサイト株式会社に変更[2]。

## サービス

### JWord
JWordのサービスは2002年5月に「3721.com」（中国3721 Network Software社が運営するウェブサービス）の日本語版として開始した。
JWordはウェブブラウザ用プラグインを使った、キーワードによるサイト誘導サービスを特徴とする。JWordのデータベースには会社名やサイト名といった固有名詞、または普通名詞がキーワードとして登録されており、プラグインがインストールされたウェブブラウザのアドレスバーにキーワードを入力することで、登録されたウェブサイトへアクセスする機能を提供する。キーワードの登録は契約企業によって有償でなされ、また独占制であり、普通名詞は「プレミアキーワード」としてより高い価格設定がされている。
公式発表データでは、プラグインのインストール数は7000万台以上、顧客企業は12000社以上、登録キーワードは2万語以上とされる（2013年時点）。
ウェブブラウザのSleipnirバージョン1および2には提携によりJWordサーチ機能が組み込まれていた。

#### プラグインとCnsMinの問題
JWordプラグインのバージョン1はCnsMinモジュールを利用し、その動作により複数のアンチスパイウェアから問題のあるプログラムとして検出された。この問題についてJWord社は、CnsMinがスパイウェアなどとされたのは、アンチスパイウェアの開発元が日本語で書かれたインストール警告やアンインストール手順が理解できなかった為だと主張した。その後いくつかのアンチスパイウェアでは検出から除外する措置を取っている。

### 関連サービス (9199.jp)
GMOインターネットが運営する「9199.jp」（クイックジェーピー）という、プラグインをインストールして使用できる同時検索サービスは、外見こそ異なるがプラグイン自体はJWordその物である。両者とも機能は同じであるがコンセプトに違いがあり、JWordはダイレクトアクセスを中心として提供するために作られ、一方の9199.jpは同時検索サービスを中心として提供するために2004年9月19日に開設された。

### 関連サービス (Jとーく)
Jとーく（ジェイとーく）とは、JWord株式会社が運営していたキーワード連動型掲示板である。2005年8月正式リリース。2010年11月30日サービス終了した。すべて無料で利用することができる掲示板。ユーザーが自由に掲示板を立てることができた。JWordに登録されているキーワードと連動しており、簡単にJWord検索も可能となっていた。ユーザーは各掲示板の管理者になることができ、投稿の削除などを行うことができた。管理者になるには審査（無料）が必要であった。